# Strasbourg – Saint-Denis (stanice metra v Paříži)
Strasbourg – Saint-Denis je přestupní stanice pařížského metra mezi linkami 4, 8 a 9. Nachází se na hranicích 2., 3. a 10. obvodu v Paříži na křižovatce ulic Boulevard Saint-Denis a Boulevard de Strasbourg.

## Historie
Stanice byla otevřena 21. dubna 1908 jako součást prvního úseku linky 4 mezi stanicemi Porte de Clignancourt a Châtelet.
Další nástupiště přibylo 5. května 1931 při prodloužení linky 8 ze stanice Richelieu – Drouot do Porte de Charenton.
Spojení mezi stanicemi Richelieu - Drouot a République je stavebně velmi zajímavý úsek, neboť jsou zde koleje linek 8 a 9 vedeny souběžně pod sebou v jednom tunelu. Stanice linky 8 se nacházejí v horním patře a stanice linky 9 v dolním. Nástupiště pro linku 9 byla otevřena 10. prosince 1933 po zprovoznění úseku Richelieu – Drouot ↔ Porte de Montreuil.

## Název
Původně se stanice jmenovala Boulevard Saint-Denis, ovšem po otevření linky 8 došlo ke změnám v přístupech na nástupiště a tak se 5. května 1931 upravil název do současné podoby.
Jméno stanice se skládá ze dvou částí podle názvů křížících se ulic, která nesou jména francouzských měst Štrasburk a Saint-Denis.

## Vstupy
Stanice má sedm vchodů:
- na Boulevardu Saint-Denis před domy č. 8, 9, 13, 18, 19 a 28
- na Boulevardu Bonne Nouvelle před domem č. 10

## Zajímavosti v okolí
- Porte Saint-Denis
- Porte Saint-Martin